# Arnie Mausser
Arnie Mausser (* 28. Februar 1954 in Brooklyn, New York City) ist ein ehemaliger US-amerikanischer Fußballtorwart.
Mausser war der erste US-Torwart mit internationaler Klasse. Zwischen 1975 und 1992 spielte er für mehr als zehn Vereine der US-Profiliga North American Soccer League. In diesem Zeitraum war er 223 Mal im Tor, dabei gelang es ihm 35 Elfmeter in zehn Jahren zu halten.
Später spielte Mausser Hallenfußball (über 200 Einsätze). Für die Fußballnationalmannschaft der USA spielte er zwischen 1975 und 1985 mehrfach als Torwart. Auch hier war er als Elfmeter-Killer bekannt und hielt zehn Strafstöße in insgesamt 35 Spielen.